# Nabuko Generales y Conquistadores
Nabuko Generales y Conquistadores es un juego de mesa que consiste en enfrentar a 48 de los más grandes generales y conquistadores de la historia universal en una única batalla. 

## Creación del juego
Fue creado en la República Argentina a mediados de la década de 1990. Nació como parte de un proyecto de juegos didácticos y de estrategia relacionados con la historia. En su versión original se llamó 6x4.
Para determinar qué personajes de la historia se iban a incluir en la versión definitiva y cuáles no, se hizo un estudio pormenorizado de más de 190 generales y conquistadores de la historia universal, desde Hammurabi en la antigüedad, hasta Moshé Dayán en el Israel de mediados del siglo XX. Estrategia, capacidad política, territorios conquistados, duración de los logros obtenidos, recursos y factor humanitario son algunos de los ítems que se contemplaron.

## Características
El objetivo del juego es dejar sin cartas al oponente. Para cumplir dicho fin, cada jugador elige estratégicamente 24 conquistadores y los dispone en una rejilla de 6x4 naipes boca abajo para enfrentar al rival. Las cartas escogidas y la forma de disponerlos en el terreno de combate, determinarán al ganador.
Debido a sus características, el Nabuko no es un juego de rol ni un juego de cartas coleccionables, no se utilizan dados, ni figuras en miniatura; y con el mismo mazo de 48 naipes se puede jugar mientras sea posible disponer las 48 sobre una superficie plana. No es necesario adquirir nuevos mazos para ganar, lo que lo hace más cercano a un juego de baraja de colección clásica.
Lo principal es que combina estrategia con conocimientos de historia universal, porque intervienen personajes reales de todos los tiempos.
Cada carta del juego propone descubrir 48 generales y conquistadores que fueron parte de la historia universal: José de San Martín, Alejandro Magno, Julio César, George Patton, Rommel, Bolívar, Atila, Gengis Khan, George Washington, Napoleón, Alarico, Asurbanipal... y muchos más.
La llamada carta +1 es un aporte bastante reciente del juego. Hay una para cada jugador, y permite sumar un punto más en cada rubro de cada conquistador cuando se defiende de un ataque.

## Cómo jugar / Generalidades
Un detalle importante del juego es que incluye tres variantes con distintos niveles de complejidad para todas las edades: adultos y niños a partir de 7 años.
Participantes: 2 jugadores. Objetivo: Dejar sin cartas al oponente. Claves: Conocer la historia de cada conquistador para deducir los puntajes de los Rubros que son decisivos en los combates.
Y recordar la posición de las cartas rivales para estar advertido del lugar donde se ubican las más importantes y las más débiles.
Juego 1: Nabuko 6X4. 
Edad aconsejada: más de 10 años y adultos. Es la modalidad clásica del juego, no necesita de ningún tablero de juego real, se puede jugar en cualquier superficie plana donde sea posible disponer las 48 cartas.
Juego 2: Tres Batallas.
Edad aconsejada: más de 10 años y adultos. Esta forma de jugar tiene, básicamente, las mismas reglas que Nabuko 6x4. La diferencia fundamental es que en lugar de un solo enfrentamiento entre los 48 conquistadores (24 contra 24), se realizan tres batallas con diferente cantidad de cartas.
Juego 3: Carta en Mano.
Edad aconsejada: más de 7 años. Esta variante no se juega sobre una rejilla, las cartas siempre están en la mano de cada jugador.